# Ponoarele
Ponoarele é uma comuna romena localizada no distrito de Mehedinţi, na região de Oltênia. A comuna possui uma área de 70.88 km² e sua população era de 2911 habitantes segundo o censo de 2007.